# 金馬奇幻影展
金馬奇幻影展 與金馬國際影展同屬臺北金馬影展執行委員會，因此又有小金馬的稱號。以「主題式影展」作為區隔，內容從奇幻出發，包含了科幻、恐怖、驚悚、推理、幻想、歌舞、較高調的喜劇和愛情故事、動畫，甚至印度寶萊塢電影、華語電影的武俠片、各國邪典電影，都可納入範疇。搭配開放式的觀影方式，期望帶給觀眾有別於金馬影展的新體驗。

## 歷史
2010年4月9日，在台北金馬影展執行委員會主席侯孝賢與執行長聞天祥的合作催生下，舉辦至今。
2020年金馬奇幻影展因嚴重特殊傳染性肺炎疫情影響，決議停辦一屆。

## 影展單元
金馬奇幻影展自2010年舉辦下，常見的影展單元有「當代奇幻」、「非一般愛情」、「影迷許願池」、「特別放映 」、「東瀛狂想」、「焦點導演」、「神秘影片」、「K歌場」、「跨夜場」與「SURPRISE FILM」等等...，其中金馬奇幻影展之招牌邪典電影《洛基恐怖秀》，會邀請觀眾互動同樂，相當熱門是每年金馬奇幻影展必秒殺的場次。「SURPRISE FILM」單元需等開演後才公開片名，影展主辦方會提供相關線索。「K歌場」則是是金馬奇幻影展在電影播放時將會搭配專屬的K歌字幕，可以觀眾以起歡唱。

### K歌場
歷年在K歌場參展電影
| 中文片名           | 原文片名                      | 導演                     | 製作國             | 首次參展年份 |
| ------------------ | ----------------------------- | ------------------------ | ------------------ | ------------ |
| 《洛基恐怖秀》     | The Rocky Horror Picture Show | 吉姆·沙曼                | 美国、 英国        | 2010         |
| 《真善美》         | The Sound of Music            | 勞勃・懷斯               | 奥地利             | 2012         |
| 《梁山伯與祝英台》 | 不適用                        | 李翰祥                   | 香港               | 2013         |
| 《媽媽咪呀！》     | Mamma Mia!                    | 菲莉妲・洛伊德           | 美国、 英国、 瑞典 | 2014         |
| 《紅磨坊》         | Moulin Rouge!                 | 巴茲・魯曼               | 美国、 英国        | 2015         |
| 《冰雪奇緣》       | Frozen                        | 克里斯・巴克、珍妮佛・李 | 美国               | 2016         |
| 《周末的狂熱》     | Saturday Night Fever          | John Badham              | 美国               | 2017         |
| 《搭錯車》         | 不適用                        | 虞戡平                   | 中華民國、 香港    | 2018         |
| 《芝加哥》         | Chicago                       | 羅伯·馬歇爾              | 美国               | 2018         |
| 《樂來越愛你》     | La La Land                    | 達米恩·查澤雷            | 美国               | 2019         |
| 《波希米亞狂想曲》 | Bohemian Rhapsody             | 布萊恩·辛格              | 英国、 美国        | 2019         |
| 《修女也瘋狂》     | Sister Act                    | 埃米利・阿朵里諾         | 美国               | 2021         |
| 《男兒王》         | 不適用                        | 王國燊                   | 新加坡             | 2021         |
| 《萬花嬉春》       | Singin' in the Rain           | 史丹利・杜寧、金・凱利   | 美国               | 2022         |
| 《Barbie芭比》     | Barbie                        | 葛莉塔·潔薇              | 美国               | 2024         |
| 《鬼才之道》       | 不適用                        | 徐漢強                   | 中華民國           | 2025         |
| 《歌喉讚》         | Pitch Perfect                 | 傑森·摩爾                | 美国               | 2025         |

## 歷屆開閉幕片與影人專題
| 年份 | 屆次   | 開幕片                      | 閉幕片             | 影人專題           | 非個別影人之特別專題 |
| ---- | ------ | --------------------------- | ------------------ | ------------------ | -------------------- |
| 2010 | 第1屆  | 《台北星期天》              | 《有一天》         | 羅曼波蘭斯基       |                      |
| 2011 | 第2屆  | 《命運化妝師》              | 《噪反城市》       |                    |                      |
| 2012 | 第3屆  | 《騷人》                    |                    | 伊格萊西亞         |                      |
| 2013 | 第4屆  | 《毒戰》                    | 《黃色大象》       | 大衛·林區          |                      |
| 2014 | 第5屆  | 《歡迎來到布達佩斯大飯店 》 | 《魔警》           | 伍迪艾倫           |                      |
| 2015 | 第6屆  | 《醉．生夢死》              |                    | 魏斯安德森         |                      |
| 2016 | 第7屆  | 《暗色天堂》                |                    | 班偉特利           |                      |
| 2017 | 第8屆  | 《自畫像》                  | 《春嬌救志明》     | 宮藤官九郎         |                      |
| 2018 | 第9屆  | 《犬之島》                  | 《市長夫人的秘密》 | 鮑伯佛西           |                      |
| 2019 | 第10屆 | 《大體臨門》                |                    | 約翰卡本特         |                      |
| 2021 | 第11屆 | 《異變者》                  |                    |                    |                      |
| 2022 | 第12屆 | 《媽的多重宇宙》            | 《良辰吉時》       | 賈克大地           |                      |
| 2023 | 第13屆 | 《疫起》                    | 《寶可噩夢》       | 保羅·湯瑪斯·安德森 |                      |
| 2024 | 第14屆 | 《陰陽師0》                 |                    | 柯恩兄弟           |                      |
| 2025 | 第15屆 | 《囍宴》                    |                    | 大衛·柯能堡        |                      |

## 知名奇幻影展
- 世界三大奇幻影展： 葡萄牙 波爾圖國際奇幻影展， 西班牙 錫切斯國際奇幻影展，和 比利時 布爾塞國際奇幻影展
- 亞洲地區知名奇幻電影節： 韓國 富川奇幻電影節、 日本 夕張奇幻電影節

## 外部連結
- 金馬奇幻影展官方網站 （页面存档备份，存于）（中文）（英文）
- 金馬奇幻影展官方部落格 （页面存档备份，存于） （中文）
- 金馬奇幻影展的Facebook專頁（中文）
- 金馬奇幻影展的Instagram帳戶（中文）
- YouTube上的金馬影展頻道（中文）